# État libre de Saxe
 (mai 2018).
Si vous disposez d'ouvrages ou d'articles de référence ou si vous connaissez des sites web de qualité traitant du thème abordé ici, merci de compléter l'article en donnant les références utiles à sa vérifiabilité et en les liant à la section « Notes et références ».
1918–1952
Entités précédentes :
- Royaume de Saxe

Entités suivantes :
- District de Dresde
- District de Karl-Marx-Stadt
- District de Leipzig

L'État libre de Saxe (Freistaat Sachsen en allemand, Swobodny stat Sakska en haut sorabe) était un Land allemand durant la république de Weimar et le Troisième Reich, créé en 1920 à la suite du Royaume de Saxe.

## Historique
Dans l'Allemagne vaincue de 1918, les souverains furent renversés. La Saxe ne fit pas exception, et le 13 novembre 1918, Frédéric-Auguste III abdiqua ; sollicité pour une transition dans la légalité, il renvoya les républicains en leur lâchant : « démerdez-vous tout seuls ! » (Macht doch Eiern Dreck alleene!).
Intégrée à la République, la Saxe devint en 1920 un Freistaat, un État libre, comme la plupart des autres États allemands.
En 1922, le parti nazi (NSDAP) fut interdit en Saxe (jusqu'en 1925). 
Malgré la large domination du SPD (sociaux-démocrates) et du KPD (communistes) sur la scène politique locale, l'importante résistance de la Saxe face à la montée du nazisme, n'empêcheront pas les amis d'Hitler, arrivés au pouvoir en 1933, de dissoudre le Landrat, mettant en place la subordination au pouvoir central, le Land continue d'exister, mais ses institutions se voient privées de tout pouvoir.
À la fin de la Seconde Guerre mondiale, c'est à Torgau sur l'Elbe que le 25 avril 1945, les troupes soviétiques et américaines firent leurs jonction, la Saxe sera alors occupée par les deux armées stationnant de part et d'autre du fleuve. Tandis que pendant ce temps, fut formé dans le Land, un gouvernement sous la direction de social-démocrate Rudolf Friedrichs. 
À partir de l’automne 1945, la Saxe est totalement intégrée à la zone d’occupation soviétique.  Pourtant, un très petite partie de l'est de la Saxe, centré sur Reichenau, se trouvait à l'est de la Neisse de Lusace, et comme résultat sera annexé par la Pologne. L'ancien État libre de Saxe deviendra alors en 1949, l'un des cinq Länder membres de la République démocratique allemande. En 1952, ces Länder seront dissous par le régime communiste, avant d'être reconstitués en 1990, en vue de la réunification de l'Allemagne. C'est pourquoi le nom de « État libre de Saxe » a été repris à titre officiel par le Land de Saxe, État fédéré de la république fédérale d'Allemagne.